# Енергетична дипломатія
Енергети́чна диплома́тія — це комплекс зовнішньополітичних і економічних дій у сфері видобутку, транзиту, збуту та споживання енергії, які спрямовані на захист національних (державних) комерційних інтересів.
У практиці енергетичної дипломатії окрім арсеналу більшої дипломатії застосовані також специфічні методи й інструменти:
- Оголошення економіко-статистичних даних про запаси енергетичних ресурсів, кількості їх видобутку, кошти тощо.
- Ембарго (санкції) чи загроза їх застосування з боку однієї чи декількох країн-експортерів до однієї чи декількох країн–імпортерів.
  - Приклади: підвищення державами ОПЕК ціни на нафту втричі у 1973 та 1975 рр., вимоги Газпрому наприкінці 2005 р. одноразового підвищення ціни на природний газ для Нафтогазу України з 50 дол. до 230 дол./тис. м³.).